# Jean-Michel Signoles
Jean Michel Signoles, né le 8 février 1949 à Carcassonne (Aude), est un homme d'affaires français.
Il est le président-directeur-général de la maison Goyard (malletier, maroquinier) depuis 1998,. Il est l'ancien propriétaire et créateur de la marque Chipie,.
En 1989, il achète et rénove le célèbre Hôtel de la Cité et le restaurant La Barbacane, à Carcassonne,.
Il fait son entrée en juillet 2019 au classement des plus grosses fortunes Françaises à la 118e place avec une fortune estimée à 800 millions d'euros.